# Chen Haiwei
Dans ce nom chinois, le nom de famille, Chen, précède le nom personnel.
Pour les articles homonymes, voir Chen.
Chen Haiwei (en chinois : 陈海威, Pinyin : Chén Hǎiwēi), né le 30 décembre 1994 est un escrimeur chinois. Il est médaillé d'argent par équipes aux championnats du monde d'escrime 2014 à Kazan.

## Carrière
Chen commence la pratique de l'escrime à 13 ans, un âge particulièrement avancé. Seulement sept ans plus tard, il s'impose aux Championnats du monde juniors d'escrime en individuel en battant les principaux favoris, dont Alexander Choupenitch en finale. La même année, il est déjà présent sur les podiums des championnats d'Asie sénior. Il décroche la médaille d'argent en individuel, et la médaille d'or par équipes. Sa saison se conclut aux Championnats du monde 2014 par une nouvelle médaille d'argent, par équipes. La Chine bat alors l'Égypte, puis les États-Unis, avant d'être largement dominée par la France en finale.

## Palmarès
- Championnats du monde
  -  Médaille d'argent par équipes aux championnats du monde 2014 à Kazan
  -  Médaille d'argent par équipes aux championnats du monde 2023 à Milan

- Championnats d'Asie
  -  Médaille d'or par équipes aux championnats d'Asie 2014 à Suwon
  -  Médaille d'or par équipes aux championnats d'Asie 2015 à Singapour
  -  Médaille d'or par équipes aux championnats d'Asie 2017 à Hong Kong
  -  Médaille d'argent aux championnats d'Asie 2014 à Suwon
  -  Médaille d'argent par équipes aux championnats d'Asie 2016 à Wuxi
  -  Médaille d'argent par équipes aux championnats d'Asie 2019 à Tokyo
  -  Médaille de bronze par équipes aux championnats d'Asie 2013 à Shanghai
  -  Médaille de bronze aux championnats d'Asie 2017 à Hong Kong
  -  Médaille de bronze aux championnats d'Asie 2019 à Tokyo
  -  Médaille de bronze par équipes aux championnats d'Asie 2023 à Wuxi